# Parc provincial Sharbot Lake
Le parc provincial Sharbot Lake (Sharbot Lake Provincial Park) est un parc sous les auspices de Parcs Ontario, dans la municipalité de Central Frontenac, Comté de Frontenac , dans l'est de l'Ontario, Canada.
Ce parc de loisirs dispose d'un terrain de camping de 194 sites, dont 178, qui sont bordées d'arbres. En 2010, le terrain de camping a accueilli plus de vingt-neuf mille visiteurs, dont plus de vingt-six mille les campeurs nuit. Bien que le parc est sur la rive nord-ouest du lac Sharbot, c'est surtout le long de la rive du lac Black, ayant deux plages sur ce dernier lac.